# Округ Одубон (Ајова)
Одубон (енгл. Audubon County) је округ у америчкој савезној држави Ајова.

## Демографија
По попису из 2010. године број становника је 6.119, што је 711 (-10,4%) становника мање 2000. године.
| Група             | 2000.         | 2010.         |
| Белци             | 6.743 (98,7%) | 6.007 (98,2%) |
| Афроамериканци    | 10 (0,1%)     | 10 (0,2%)     |
| Азијати           | 13 (0,2%)     | 25 (0,4%)     |
| Хиспаноамериканци | 33 (0,5%)     | 37 (0,6%)     |
| Укупно            | 6.830         | 6.119         |